# 羚尺蛾属
羚尺蛾属（学名：Absala）是尺蛾科下的一个属。

## 下属物种
本属包括以下物种：
- 羚尺蛾 Absala dorcada Swinhoe, 1893